# Овсій Зоя Вікторівна
Зо́я Ві́кторівна Овсі́й (нар. 30 серпня 1994) — українська атлетка. Член збірної команди України з легкої атлетики серед спортсменів з ураженнями опорно-рухового апарату. Призерка Літніх Паралімпійських ігор. Майстер спорту України міжнародного класу. Дворазова чемпіонка (булава, диск) міжнародного турніру 2016 року. Чемпіонка світу 2019 року у метанні булави.
Займається легкою атлетикою у Дніпропетровському регіональному центрі з фізичної культури і спорту інвалідів «Інваспорт». Користується інвалідним візком.

## Спортивна кар'єра

### Чемпіонат світу 2019
На Чемпіонат світу з легкої атлетики, що відбувався 2019 року з 7 по 15 листопада у Дубаї (Об'єднані Арабські Емірати) завоювала дві нагороди: золото та бронзу. 11 листопада спортсменка виборює золоту медаль зі світовим та європейським рекордом. Результат спортсменки — 25,23, а 14 листопада у змаганні з метання диска здобуває третє місце зі світовим та європейським рекордом із результатом 13,52 метрів.

## Державні нагороди

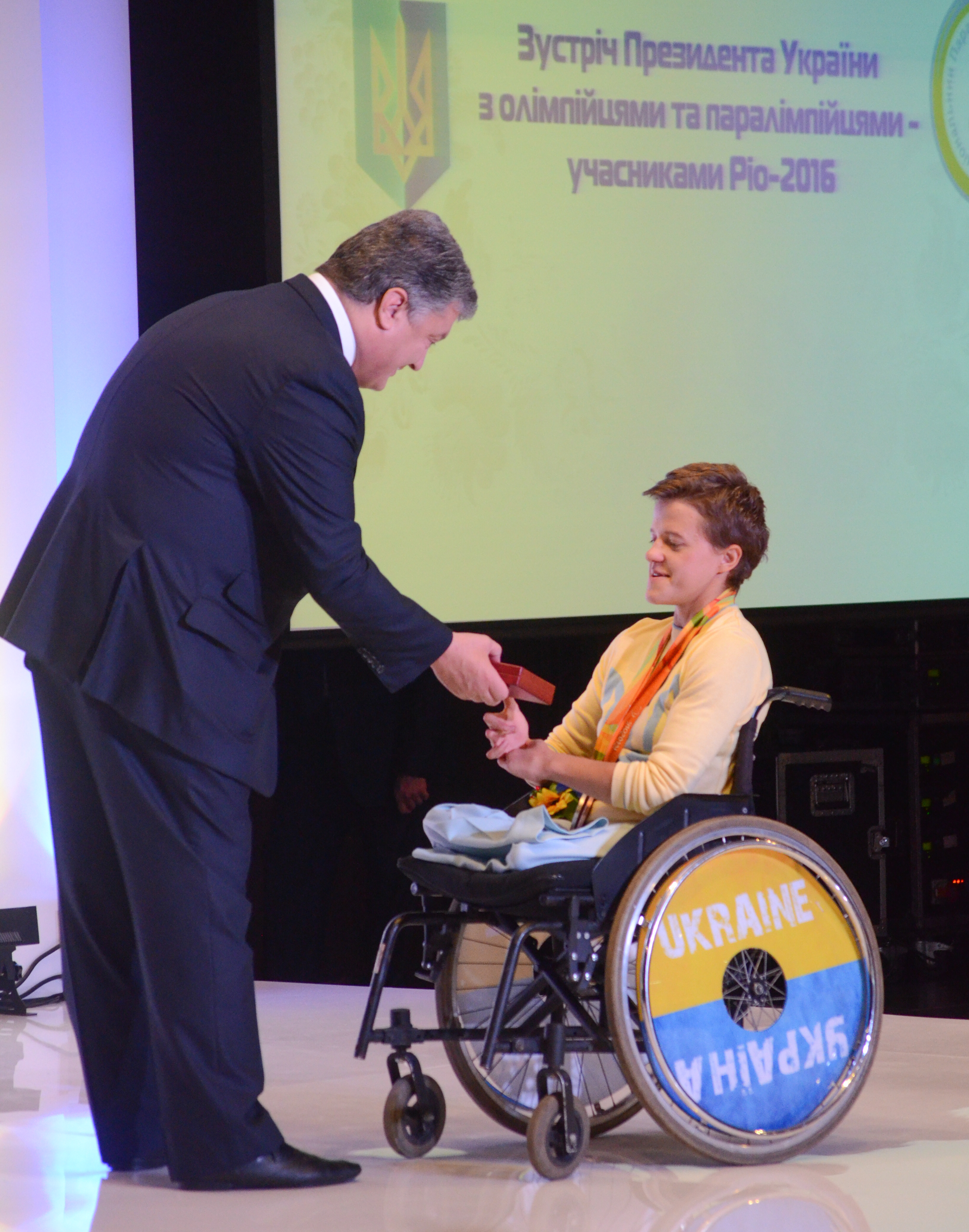
Зоя Овсій отримує Орден княгині Ольги III ст.

- Орден княгині Ольги III ст. (4 жовтня 2016) — За досягнення високих спортивних результатів на XV літніх Паралімпійських іграх 2016 року в місті Ріо-де-Жанейро (Федеративна Республіка Бразилія), виявлені мужність, самовідданість та волю до перемоги, утвердження міжнародного авторитету України[3]